# Lorentzeva sila
Lorentzeva síla [lórenceva ~] je sila, ki deluje na električni naboj v električnem in magnetnem polju:
{\displaystyle {\vec {\mathbf {F} }}={\vec {\mathbf {F} }}_{\mathrm {e} }+{\vec {\mathbf {F} }}_{\mathrm {m} }\!\,,}
oziroma:
{\displaystyle {\vec {\mathbf {F} }}=e({\vec {\mathbf {E} }}+{\vec {\mathbf {v} }}\times {\vec {\mathbf {B} }})\!\,.}
Pri tem je {\displaystyle {\vec {\mathbf {F} }}} vektor sile, e električni naboj, {\displaystyle {\vec {\mathbf {E} }}} vektor jakosti električnega polja, {\displaystyle {\vec {\mathbf {v} }}} vektor hitrosti, s katero se naboj giblje, {\displaystyle {\vec {\mathbf {B} }}} pa vektor gostote magnetnega polja.
Električno polje v smeri gibanja nabitega delca tega pospešuje ali zavira, električno polje v prečni smeri pa ga odklanja iz smeri. Prav tako delec odklanja tudi prečno magnetno polje, medtem ko magnetno polje v smeri gibanja delca na njegovo gibanje nima vpliva, saj je vektorski produkt dveh kolinearnih vektorjev enak nič.
Lorentzeva sila nosi ime po nizozemskem fiziku Hendriku Antoonu Lorentzu.
Izraz eE se imenuje električna ali Coulombova sila, izraz e(v × B) pa magnetna sila. Po nekaterih definicijah, se izraz »Lorentzova sila« nanaša posebej na člen za magnetno silo:
{\displaystyle {\vec {\mathbf {F} }}_{\mathrm {m} }=e({\vec {\mathbf {v} }}\times {\vec {\mathbf {B} }})\!\,,}
kjer celotno elektromagnetno silo (vključno z električno silo) imenujejo s kakšnim drugim (nestandardnim) imenom.

## Relativistična oblika
V posebni teoriji relativnosti Lorentzevo silo nadomestimo s četvercem Lorentzeve sile:
{\displaystyle F^{\mu }=eg^{\mu \nu }M^{\nu \rho }u^{\rho }\!\,}
Pri tem je e električni naboj, {\displaystyle g^{\mu \nu }} metrični tenzor, {\displaystyle M^{\nu \rho }} antisimetrični tenzor elektromagnetnega polja, {\displaystyle u^{\rho }} pa četverec hitrosti. Skladno z Einsteinovim zapisom seštevamo po indeksih tenzorja, ki se v izrazu ponovijo.

## Elektromagnetna indukcija
S pomočjo Lorentzeve sile lahko razložimo tudi pretvorbo mehaničnega gibanja v električno napetost. Pri tem namesto spremembe toka uporabimo Lorentzevo silo za izpeljavo formule elektromagnetne indukcije.
Poenostavljeno vzemimo kos ravne žice (prevodnika) dolžine {\displaystyle l}, ki ga s konstantno histrostjo {\displaystyle {\vec {v}}} prečno potiskamo skozi časovno konstantno in homogeno magnetno polje z gostoto toka {\displaystyle B}. Magnetno polje poteka navpično proti prevodniku, torej tako, da je vzdolžna smer prevodnika istočasno navpična glede na {\displaystyle {\vec {v}}}.
V tem primeru se uravnotežita dve sili. Na eni strani Lorentzeva sila {\displaystyle {\vec {F_{\text{L}}}}}, ki linijo elektronov prevodnika pomika v smeri enega od njegovih dveh koncev, ter z druge strani na linijo elektronov delujoča Coulombova sila {\displaystyle {\vec {F_{\text{C}}}}} zaradi inducirane električne napetosti, ki jo povzroči ločitev nabojev med obema koncema linij: 
{\displaystyle {\vec {F}}_{\text{L}}+{\vec {F}}_{\text{C}}=0\Leftrightarrow {\vec {F}}_{\text{C}}=-{\vec {F}}_{\text{L}}\Leftrightarrow q\,{\vec {E}}=-q\,({\vec {v}}\times {\vec {B}})}
Kot vidimo, dobimo s črtanjem tukaj povsem nepomebnega skupnega naboja {\displaystyle q} in skalarnega množenja z vektorjem usmerjene dolžine prevodnika {\displaystyle {\vec {\ell }}}, končno enačbo za iskano indukcijsko napetost {\displaystyle U_{\text{ind}}}:
{\displaystyle U_{\mathrm {ind} }={\vec {\ell }}\cdot {\vec {E}}=-{\vec {\ell }}\cdot ({\vec {v}}\times {\vec {B}})=({\vec {\ell }}\times {\vec {B}})\cdot {\vec {v}}}
V kolikor so trije vektorji paroma navpični drug proti drugemu, se mešani produkt l·(v×B), poenostavi, tako da dobimo znano formulo
{\displaystyle U_{\text{ind}}=-|{\vec {\ell }}|\,|{\vec {v}}|\,|{\vec {B}}|\!\,.}